# Staatssekretärsausschuss für das geheime Nachrichtenwesen und die Sicherheit
Der Staatssekretärausschuss für das geheime Nachrichtenwesen und Sicherheit (Nachrichtendienstliche Lage; ND-Lage) ist ein wöchentlich tagender Ausschuss zur Besprechung der aktuellen Sicherheitslage zwischen Organen der deutschen Bundesregierung und Bundesbehörden. Den Vorsitz hat der Beauftragte für die Nachrichtendienste des Bundes.

## Aufgaben und Struktur
Die jeden Dienstag im Bundeskanzleramt zusammenkommende Runde dient dem Austausch von Informationen zwischen folgende Bundesministerien und Bundesoberbehörden: Bundesministerium des Innern und für Heimat, Auswärtiges Amt, Bundesministerium der Verteidigung, Bundesministerium der Justiz, Bundesnachrichtendienst, Bundesamt für Verfassungsschutz, Militärischer Abschirmdienst und Bundeskriminalamt.
Hierbei werden tagespolitische Punkte, die die nationale Sicherheit und das Angelegenheiten der Nachrichtendienste des Bundes betreffen, besprochen und die Koordination der einzelnen Behörden und Ministerien vertieft, um einen reibungslosen Ablauf der späteren Präsidentenlage und eine optimierte Kommunikation in puncto Sicherheitspolitik zu erreichen. Der Staatssekretärsausschuss bereitet die Sitzungen für das Parlamentarische Kontrollgremium vor.
An der Sitzung nehmen für gewöhnlich keine Bundesminister teil. Sie werden durch Staatssekretäre vertreten, die das jeweilige Ressort in der Sitzung repräsentieren. Hauptsächlich kommen hierbei Parlamentarische Staatssekretäre zum Einsatz. Die beamteten Staatssekretär sind ebenso zur Teilnahme am Ausschuss berechtigt.
Die Akten des Staatssekretärsausschusses für das geheime Nachrichtenwesen und der Arbeitsgruppe für das geheime Nachrichtenwesen werden unter dem Aktenzeichen (Untergruppe) 152 07 geführt.

## Geschichte
Die Bundesregierung beschloss am 2. Oktober 1963 die Bildung eines „Kabinettsausschusses für Fragen des Geheimen Nachrichtenwesens“. Diesem gehörten, im Gegensatz zum Staatssekretärsausschuss, Bundesminister an. Der Kabinettsausschuss richtete drei Arbeitsgruppen ein: für Geheim- und Sabotageschutz, für geistig-politische Abwehr des Kommunismus (bestand schon seit dem Frühjahr 1960) und für das Geheime Nachrichtenwesen (auch „AG Nachrichten“ genannt). Er fiel in die Zuständigkeit des Bundesministeriums für die Angelegenheiten des Bundesverteidigungsrates und wurde von Bundesminister Heinrich Krone geleitet. Ihm gehörten die Bundesminister des Innern, des Auswärtigen, der Justiz, der Verteidigung, für Wirtschaft, für gesamtdeutsche Fragen sowie der Chef des Bundeskanzleramtes an. Die Geschäftsführung des Kabinettsausschusses lag beim Referat I A/5 im Bundeskanzleramt.
Unter Bundeskanzler Kurt Georg Kiesinger übernahm der Staatssekretärsausschuss die Geschäfte des Kabinettsausschusses. 1968 wurde beschlossen, dass dieser einmal pro Monat tagen sollte. Nach dem Amtsantritts Willy Brandts als Bundeskanzler wurde der Staatssekretärsausschuss um eine „Arbeitsgruppe für das geheime Nachrichtenwesen“ erweitert. Unter Bundeskanzler Helmut Schmidt lag die Aufgabe der Geschäftsführung des Staatssekretärsausschusses und der Arbeitsgruppe für das geheime Nachrichtenwesen und Sicherheit bei der Gruppe 07 im Bundeskanzleramt.

## Liste zur Teilnahme berechtigter Personen
| Name               | Behörde                                     | Partei | Rang                                                              |
| ------------------ | ------------------------------------------- | ------ | ----------------------------------------------------------------- |
| Wolfgang Schmidt   | Bundeskanzleramt                            | SPD    | Bundesminister für besondere Aufgaben, Chef des Bundeskanzleramts |
| Hans-Georg Engelke | Bundesministerium des Innern und für Heimat |        | Staatssekretär                                                    |
| Anna Lührmann      | Auswärtiges Amt                             | Grüne  | Staatsminister                                                    |
| Katja Keul         | Auswärtiges Amt                             | Grüne  | Staatsminister                                                    |
| Tobias Lindner     | Auswärtiges Amt                             | Grüne  | Staatsminister                                                    |
| Benjamin Strasser  | Bundesministerium der Justiz                | FDP    | Parlamentarischer Staatssekretär                                  |
| Siemtje Möller     | Bundesministerium der Verteidigung          | SPD    | Parlamentarischer Staatssekretär                                  |
| Thomas Hitschler   | Bundesministerium der Verteidigung          | SPD    | Parlamentarischer Staatssekretär                                  |
| Bruno Kahl         | Bundesnachrichtendienst                     |        | Präsident des Bundesnachrichtendienstes                           |
| Thomas Haldenwang  | Bundesamt für Verfassungsschutz             |        | Präsident des Bundesamts für Verfassungsschutz                    |
| Martina Rosenberg  | Militärischer Abschirmdienst                |        | Präsidentin des Militärischen Abschirmdienstes                    |
| Holger Münch       | Bundeskriminalamt                           |        | Präsident des Bundeskriminalamtes                                 |